# جيمي بيكيت
جيمي بيكيت (بالإنجليزية: Jamie Pickett؛ مواليد 29 أغسطس 1988) هو مُقاتل فنون قتالية مختلطة أمريكي.

## وصلات خارجية
- جيمي بيكيت على موقع يو إف سي (الإنجليزية)
- جيمي بيكيت على موقع شيردوغ (الإنجليزية)